# Bàbol
|  | No s'ha de confondre amb babol. |

El bàbol, la pàpola, el pelitre, les guixes, els muixos, els capellans o frares (Lepidium draba L. anteriorment Cardaria draba) és una espècie mediterrània de la família de les brassicàcies.

## Etimologia
- Lepidium : Del grec lepídion, i posteriorment del llatí lepidium. Segons pareix, es com anomenaven al morritort salvatge (Lepidium latifolium). Molts autors fan derivar aquesta paraula del grec lepís, -ídos = esquama, suposadament al·ludeix a la forma de les síliqües.[4]
- draba: prové del llatí científic draba i del grec δραβη /drabē/ (significat = acre) emprat per a descriure el sabor acre de les fulles de certes brassicàcies. Alguns autors que pot haver sigut esta mateixa espècie.[5][6]

## Noms vernacles
amor de pagès (C), bàbol (C), babol (CN, B, C), babols (B, C), capellà (C), afrontapagesos (C), capellans (C), colet (C), coleta (C), cresta de gall (C), farots (C), floreta (C), floreta blanca (PV), guixes (CN, CE), herba apoderada (C), herba blanca (PV), morrissà gros (B), morritort (C), muixos (PV), palitra f. (C), papol (CN, C), papola (C), pàpola (C), papoles (PV, CN), pàpoles (C), paula (C), pelitre (B) i sabonera (C).

## Descripció

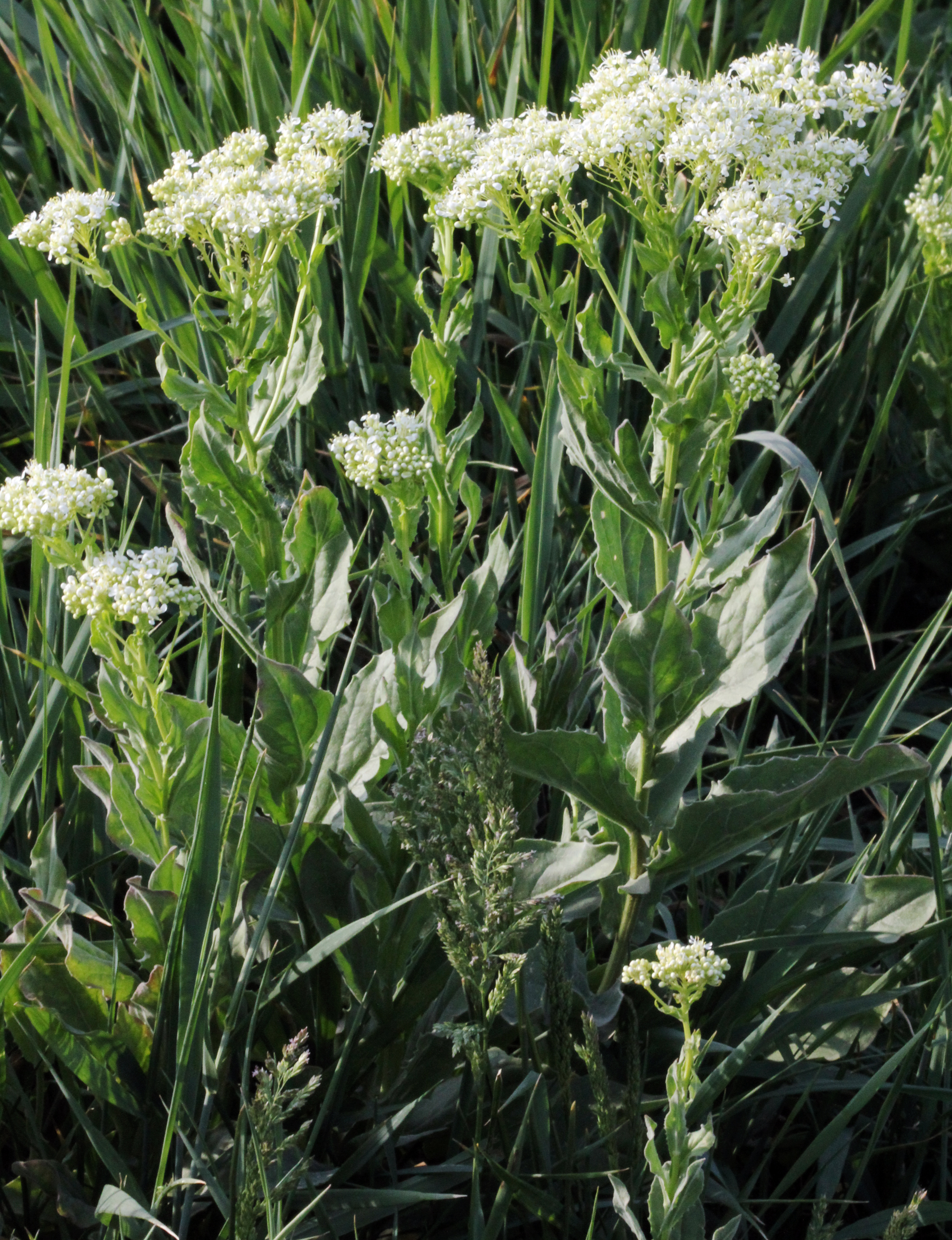
Bàbols florits

Hemicriptòfit rizomatós, postrat o dret, amb la tija corpulenta de 10 a 80 cm d'alçada, ramificat, cobert escassament amb pèls suaus de color cendra a molt cobert. Les fulles són alternes, simples, i majoritàriament dentades. Les fulles basals mesuren de 4 a 10 cm, tenen un curt pecíol, i són llargues i planes, i ovolanceolades, amb l'extrem estret unit a la tija. Les fulles són subsèssils, de 2 a 6,5 cm de llargària. El bàbol fa raïms de flors blanques lleugerament corbes en les que les tiges de les flors individuals creixen cap amunt des de diferents punts de la branca d'aproximadament la mateixa altura (corimbe). Els pètals són de color blanc, dentats, de 3 a 5 mm de llarg, aproximadament el doble de la longitud dels sèpals. Floreix de març a juny. El fruit és una síliqua amb la beina arrodonida o cordada (forma de cor) i unflada, plena de llavors d'uns 1,5-2 mm.
Es distingeix de morritort salvatge (Lepidium latifolium) perquè aquesta espècie té fulles peciolades, mentre que el bàbol (L. draba) les fulles superiors són amplexicaules. A més, L. latifolium és glabra, però té fruits amb alguns pèls, mentre en L. draba al contrari.

## Hàbitat i distribució
És una espècie oriünda d'Àsia occidental i Europa oriental i és una espècie invasora a Amèrica del Nord, introduïda per llavors l'any 1900. Dispersa per tota la península Ibèrica.
Habita ecosistemes nitròfils, com ara vores de camps i de camins, inclús pot viure sobre sòls salins des de vora mar fins a 1550 m d'altitud. És bioindicadora de sòls moderadament secs, alcalins (pH 5,5-8) i pobres en nitrogen. A més a més, se la considera un indicador de l'escalfament global a regions amb clima atlàntic, ja que s'està expandint cap al nord.

## Composició
Segons s'ha pogut constatar, en les fulles podem trobar glucòsids cianogènics que desprén àcid cianhídric, el qual és extremadament tòxic. Quant a les llavors, se sap que contenen una essència sulfurada que es volatilitza ràpidament en contacte amb l'aire. Per aquest motiu la planta cal assecar-la i guardar-la el més prompte possible. Aquesta planta s'ha emprat en substitució d'altres de característiques similars, però quasi sempre de manera fraudulenta, ja que els seus efectes són molt més suaus que els de les altres. Es considera que compta amb propietats antiinflamatòries i rubefaent lleus, però les exerceix d'una manera tan suau que la majoria de les vegades passen desapercebudes. Dioscòrides (metge, farmacòleg i botànic de l'antiga Grècia), qui conta en els seus escrits les propietats d'aquesta planta. Curiosament, altres savis més antics no expliquen res d'aquesta espècie, la qual cosa fa suposar que no la coneixien o que la tenien classificada dins d'una altra família.

## Usos
En alguns països es consumeixen les fulles tendres com a verdura, encara que és important conèixer la seua toxicitat. En algunes localitats utilitzen les fulles en infusió per a preparar una beguda de propietats refrescants i diürètiques. Les llavors tenen un sabor fortament picant, emprant-se en substitució del pebre. L'ús de la llavor en lloc del pebre ja va ser indicat per Dioscòrides (metge, farmacòleg i botànic de l'antiga Grècia), qui conta en els seus escrits com s'utilitzaven aquestes llavors per a preparar diverses tisanes.
El bàbol atrau a un gran nombre de dípters depredadors i parasitoides (planta insectari), sobretot de camaèmids i empípids, durant la primavera. Per això, seria interessant tindre-la en horts i camps de cultiu.

## Galeria

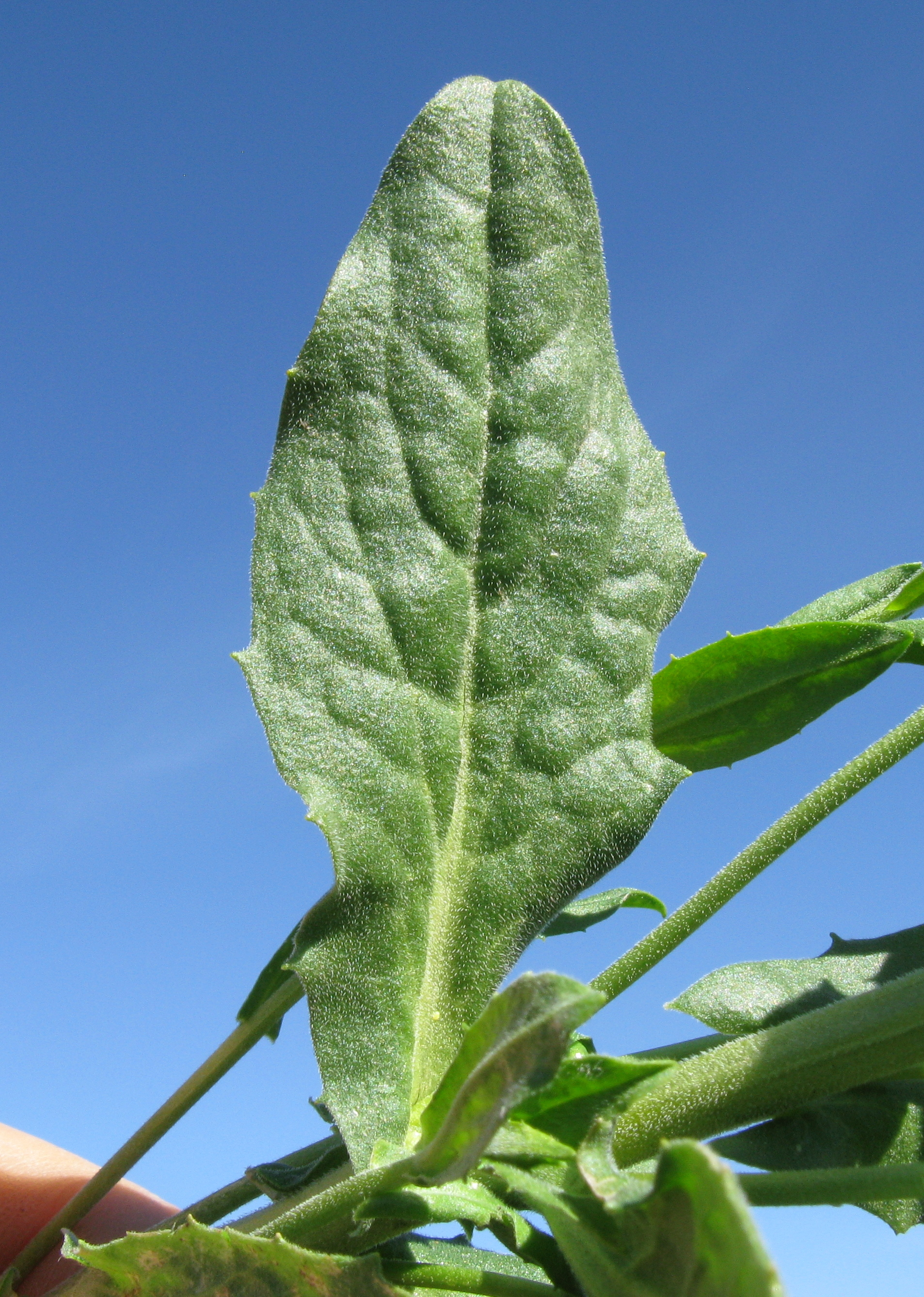
Anvers de les fulles.
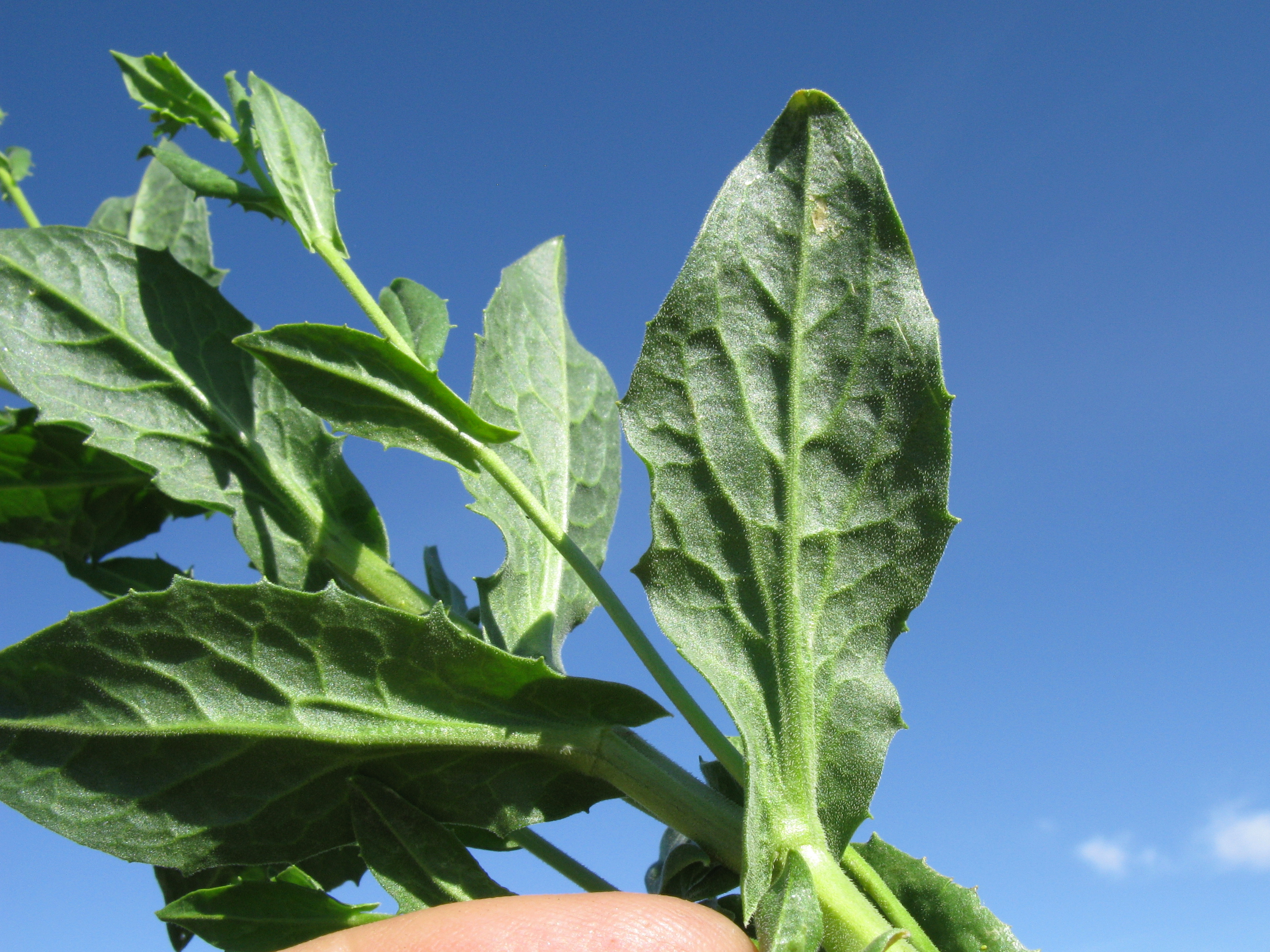
Revers de les fulles.
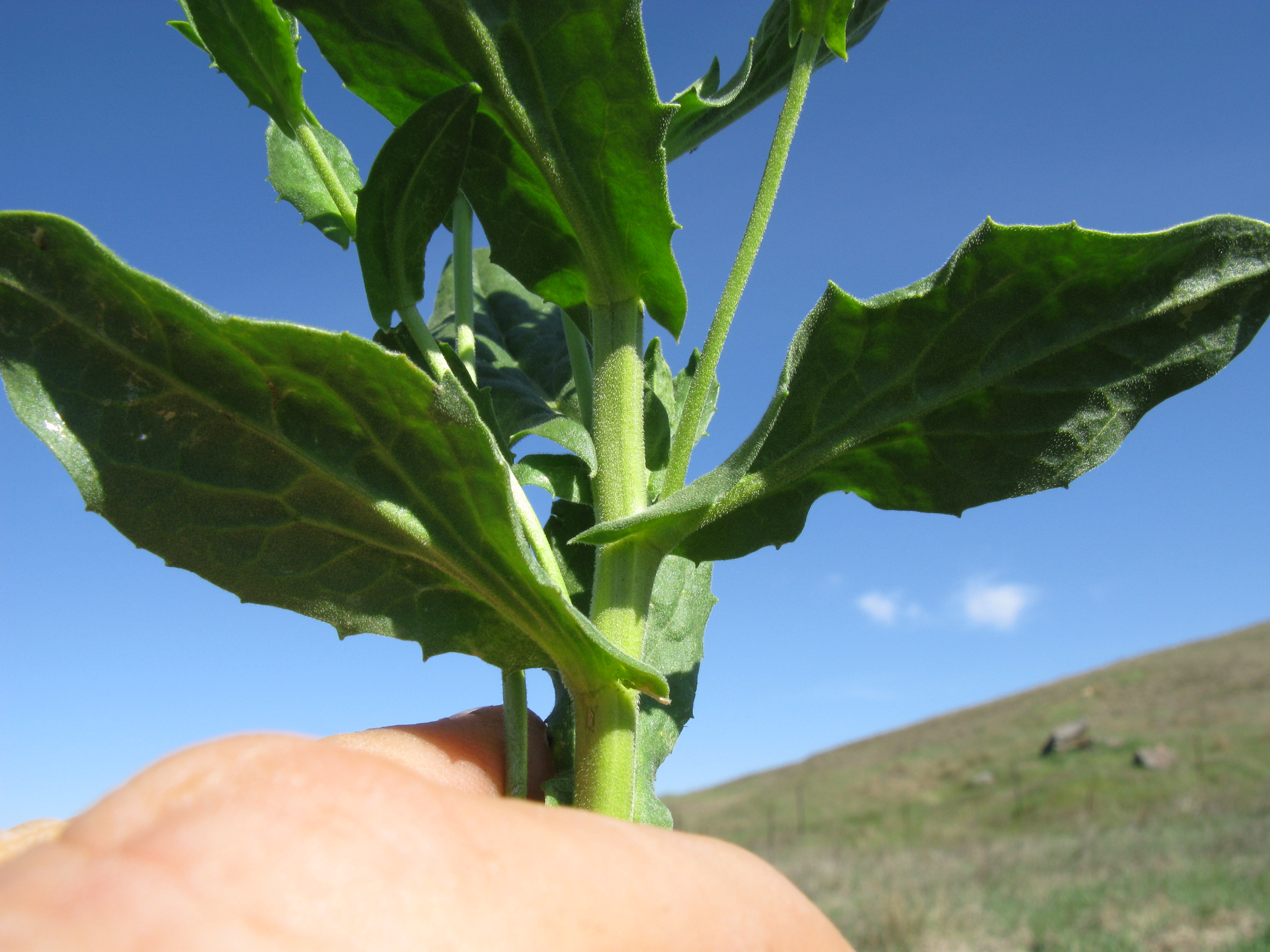
Base foliar.
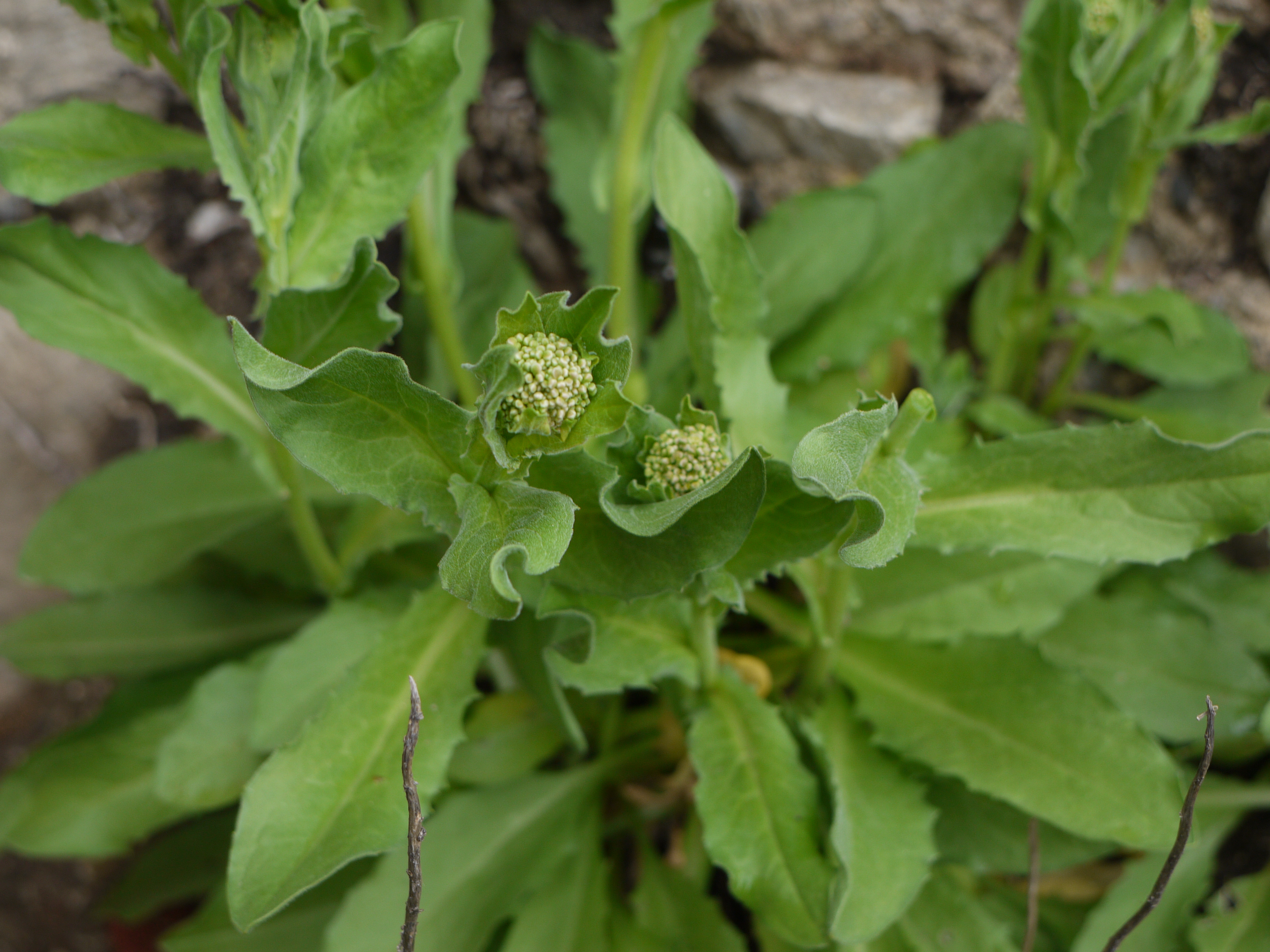
Vista zenital dels botons florals i fulles.
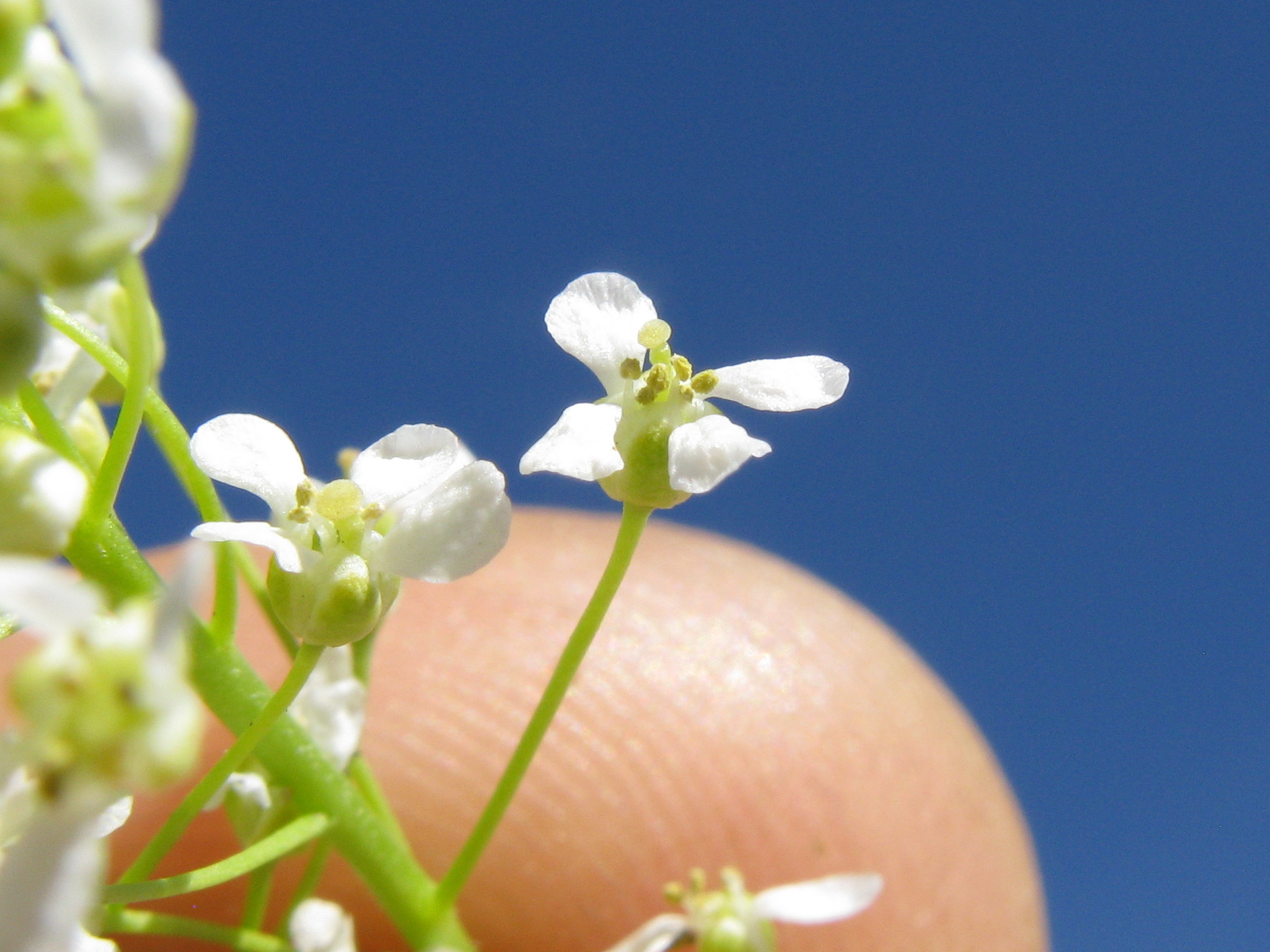
Flor.
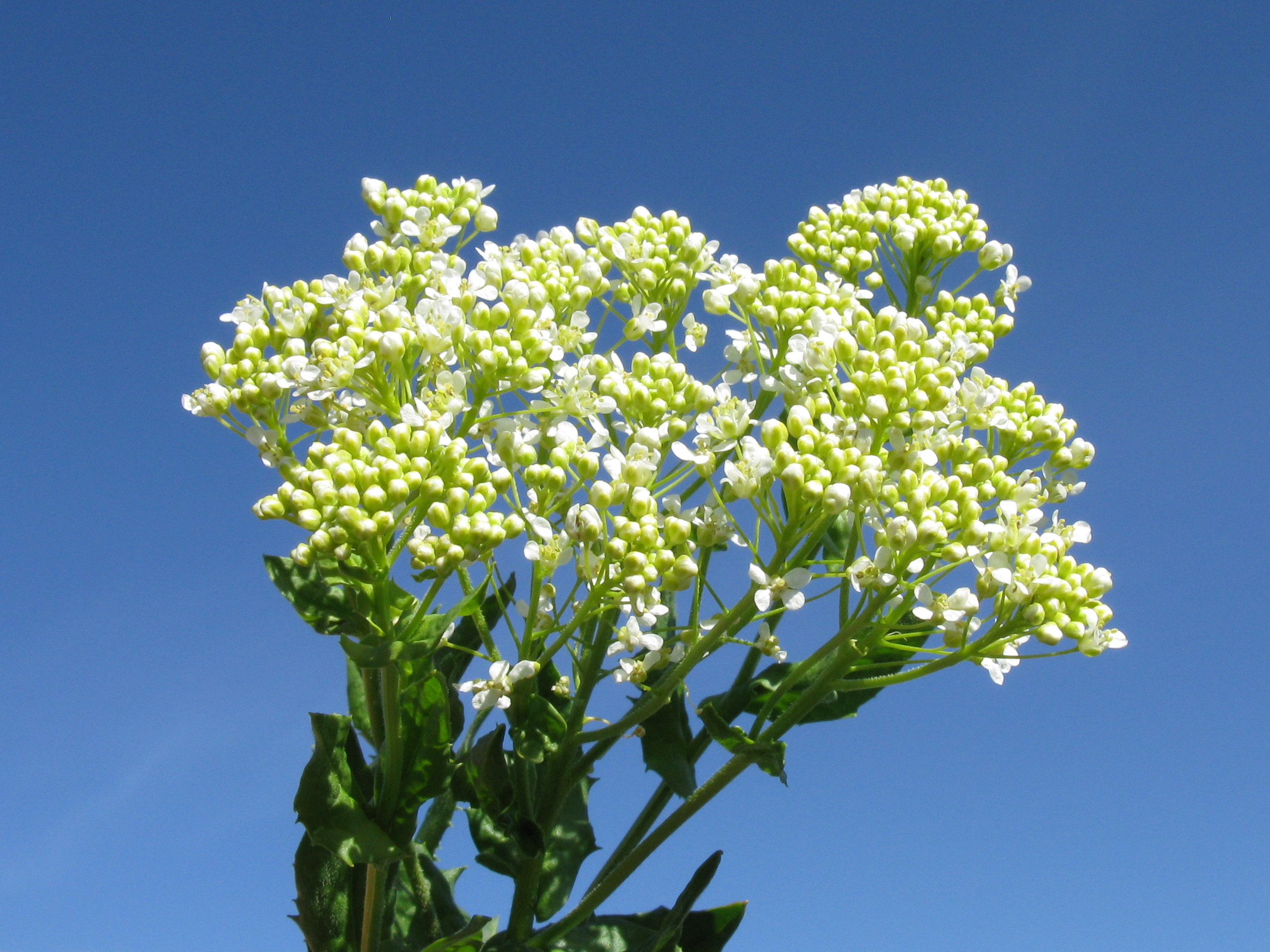
Raïm de flors.
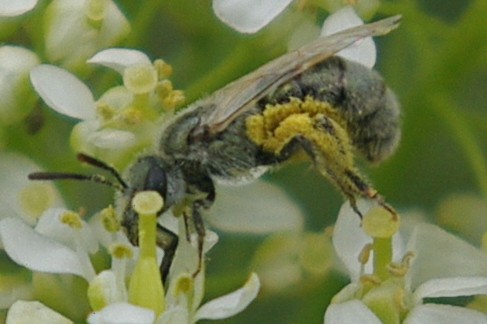
Abella silvestre pol·linitzant el bàbol.
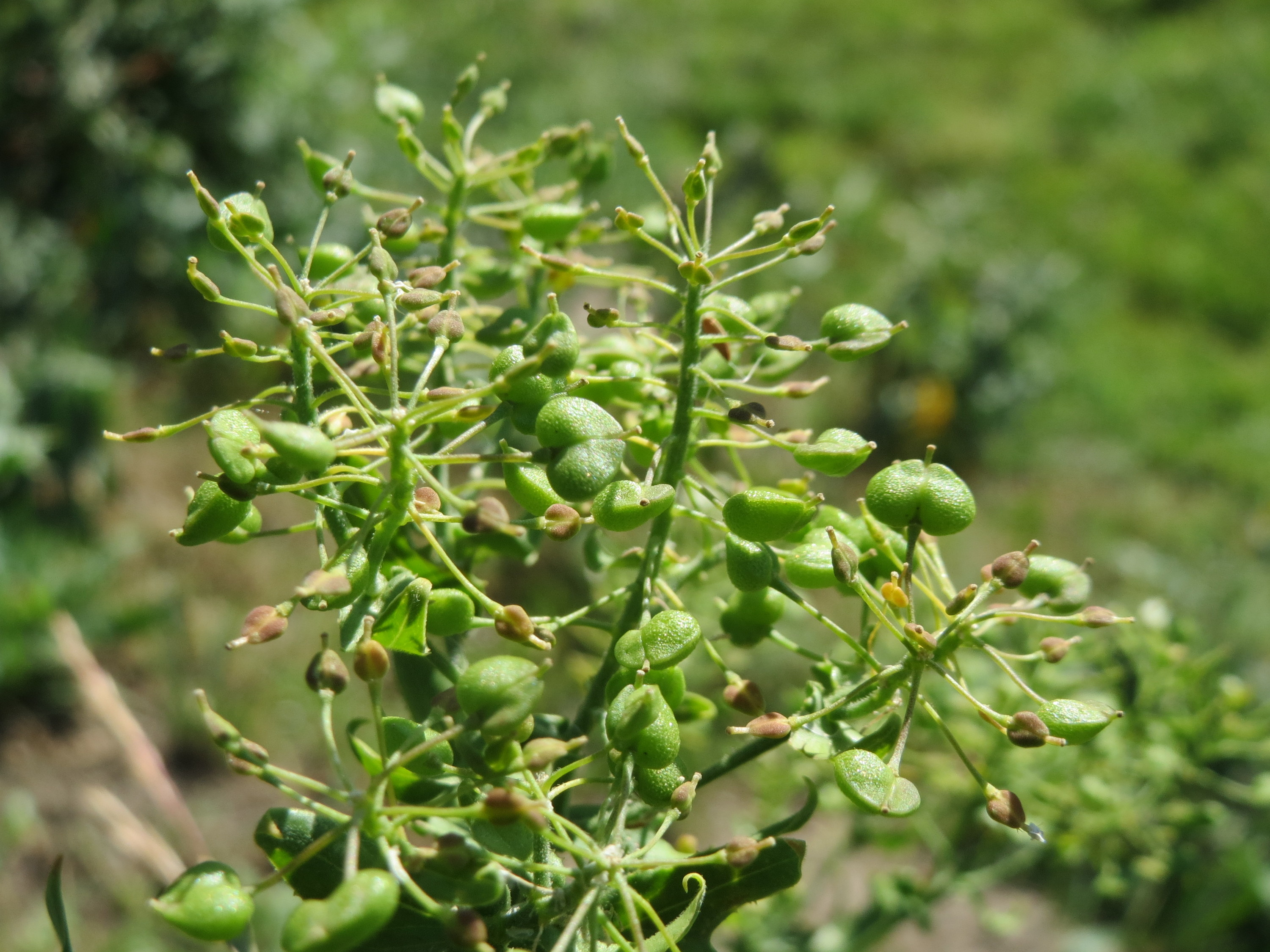
Síliqües verdes.
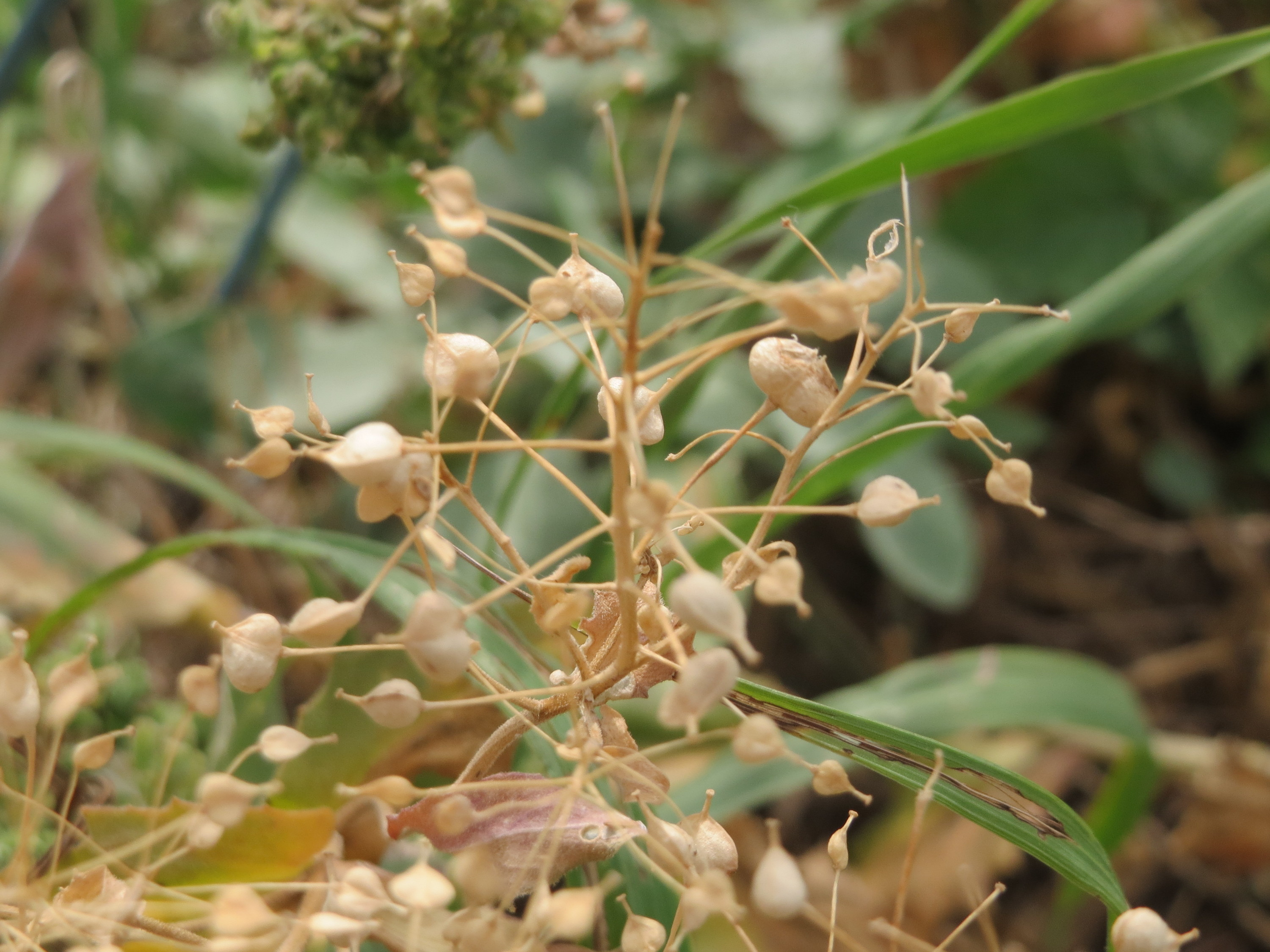
Síliqües seques.
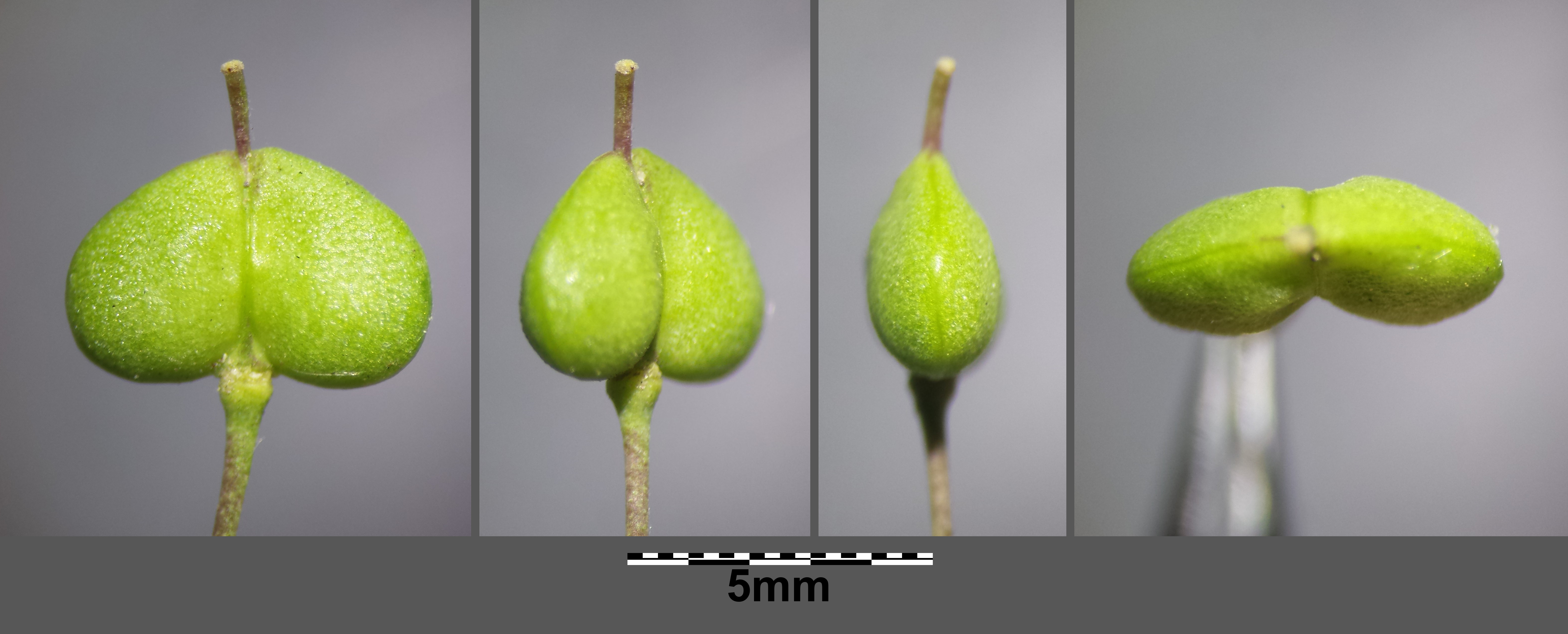
Detall de la síliqua.
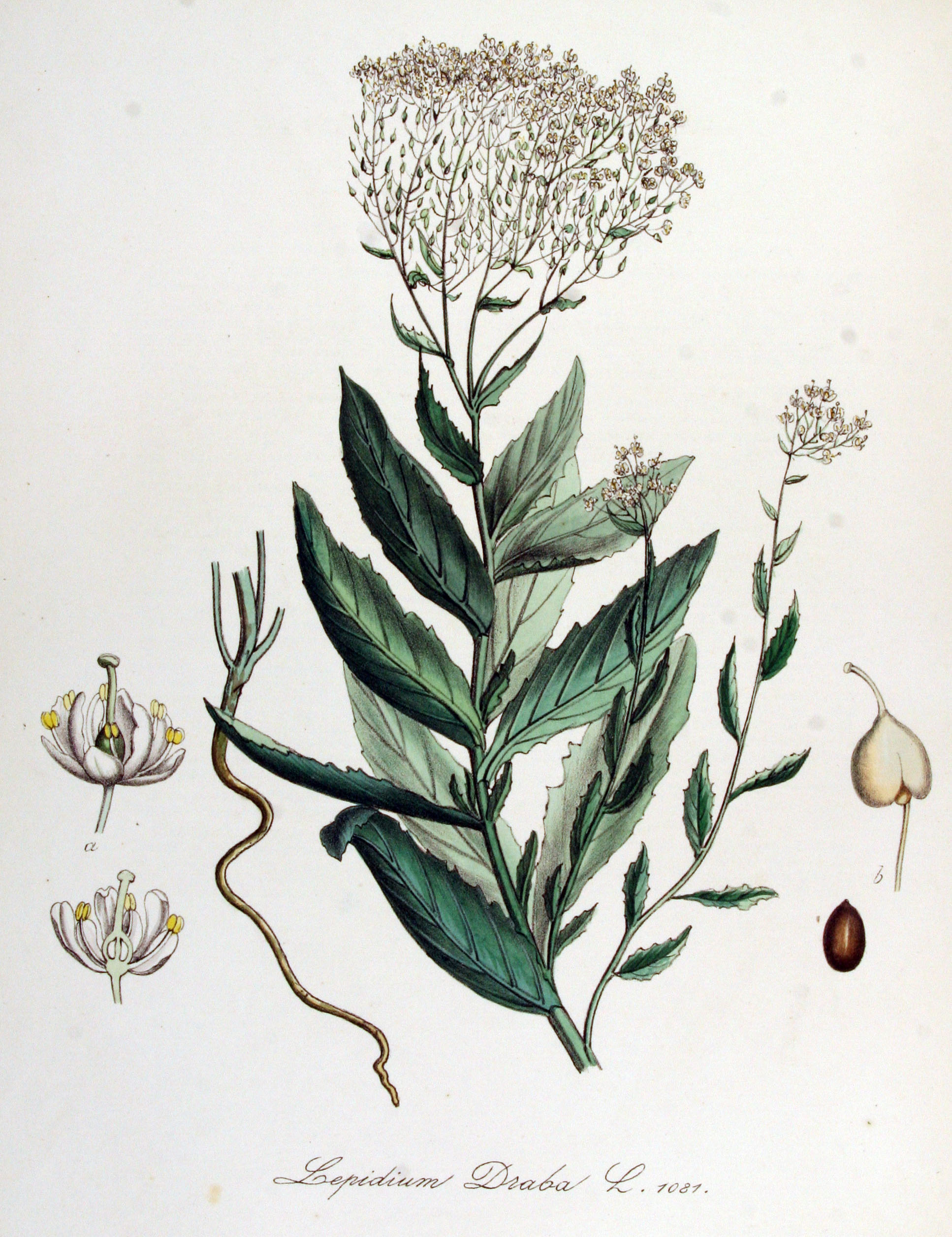
Il·lustració botànica.
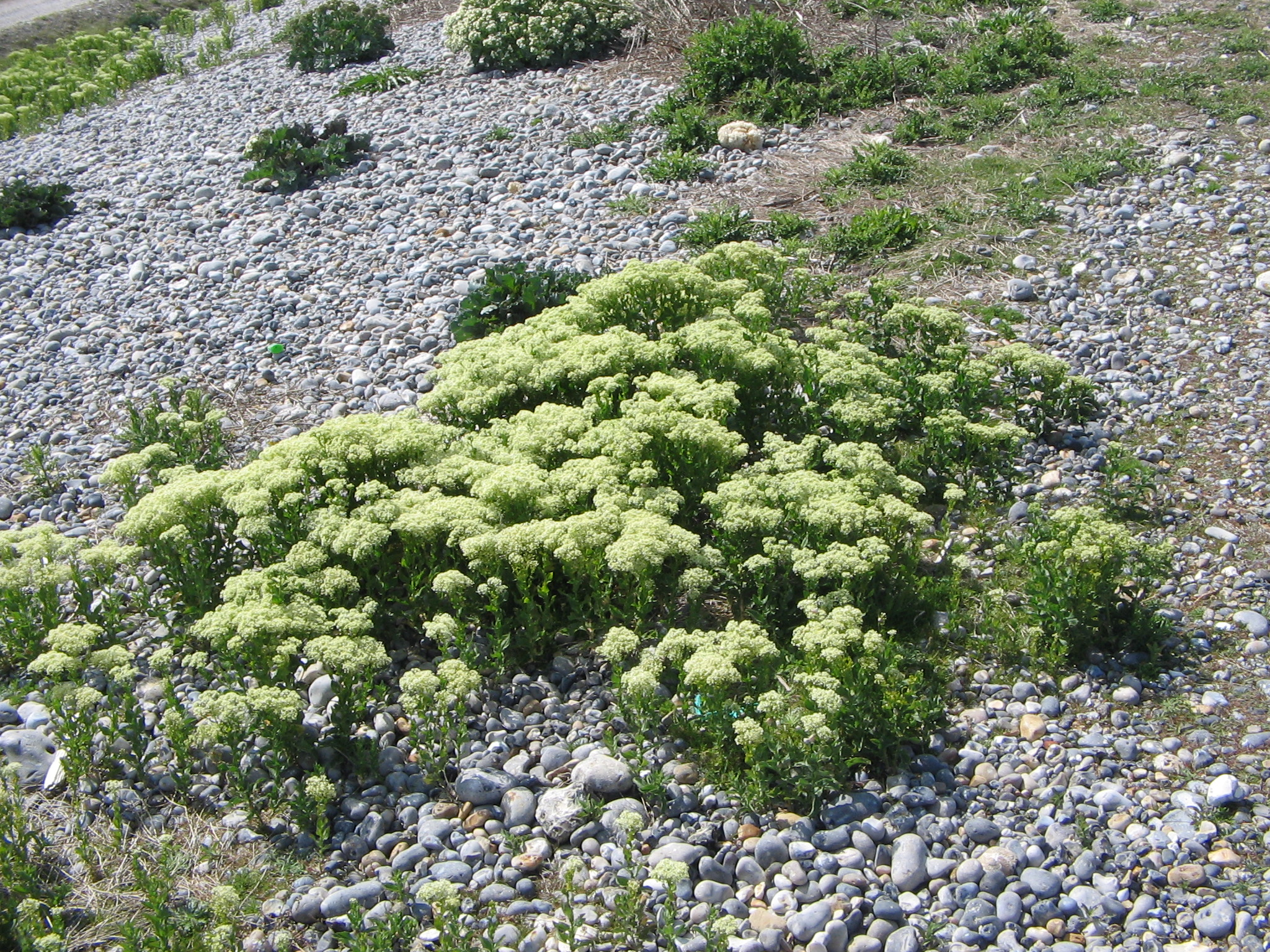
Clapa de bàbol a una platja de cudols.
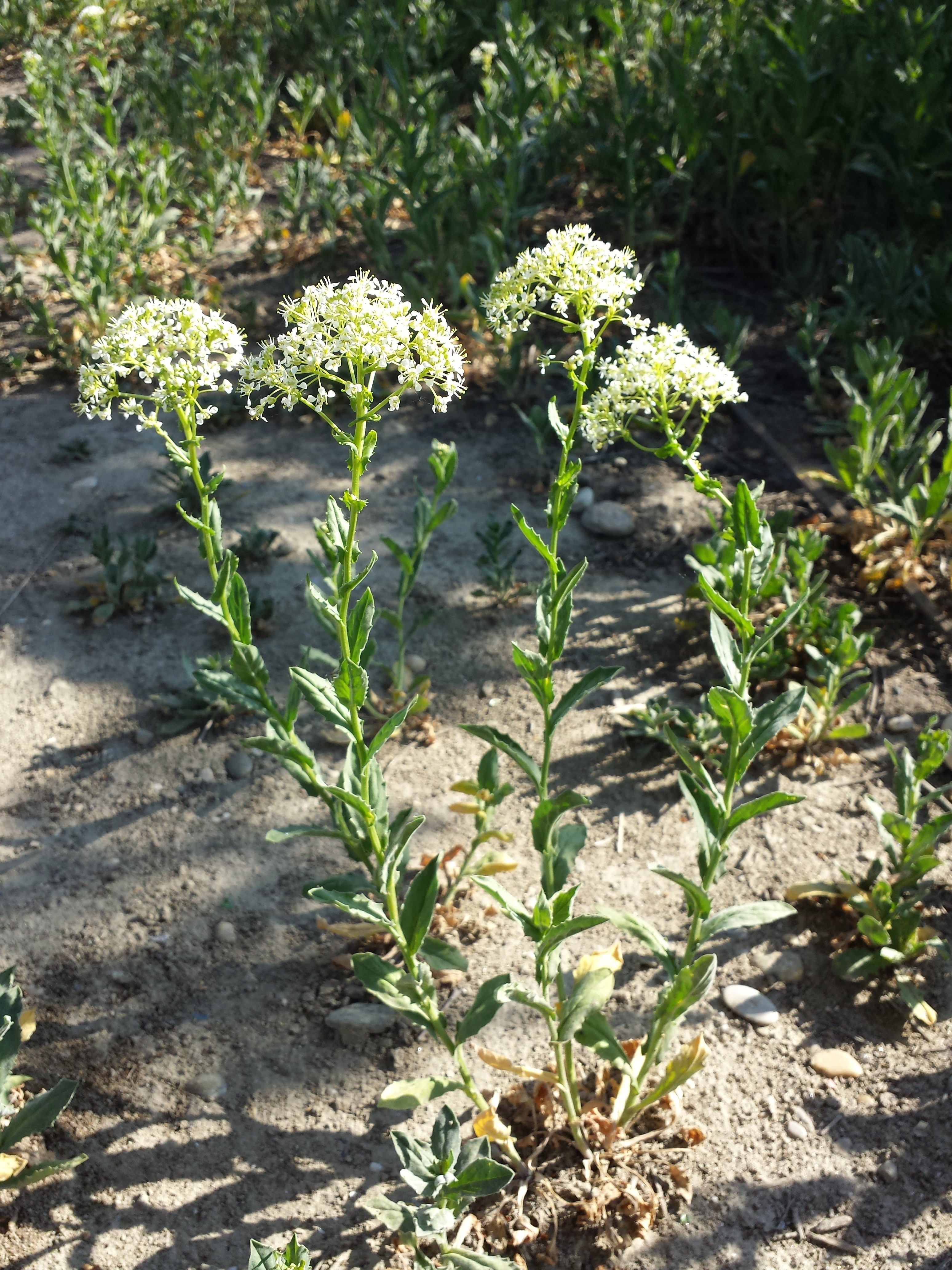
Individus creixent a la vora d'un camí.
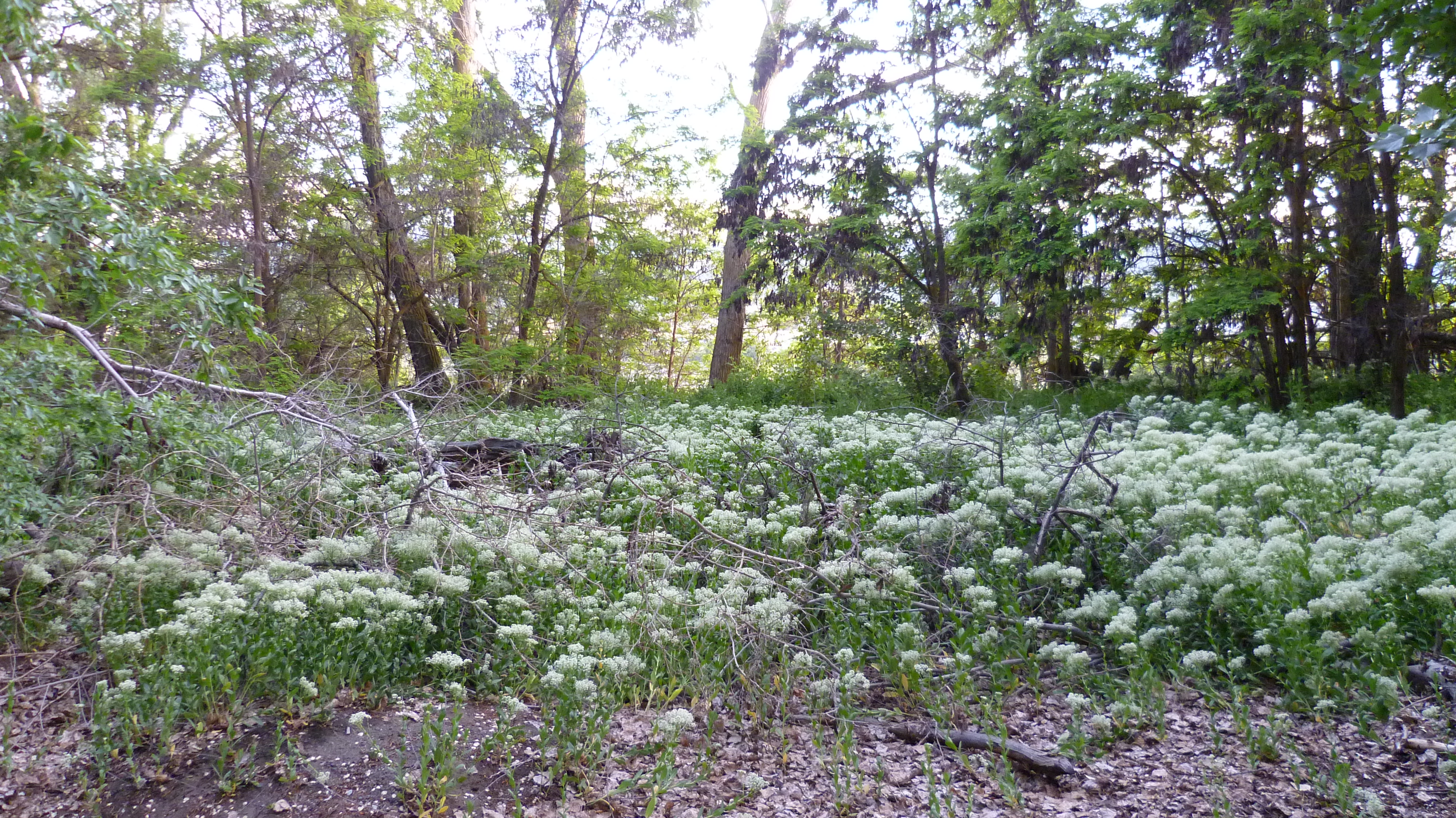
Clapa prop de la vora d'un riu.